# هیپ هاپ کمدی
هیپ هاپ کمدی یا رپ کمدی، زیر شاخه ای از موسیقی سبک هیپ هاپ است که به طرز سرگرم‌کننده یا خنده داری طراحی شده‌است. این سبک در مقایسه با هنرمندانی که طنز را در سبک‌های جدی تر و خالصانه هیپ هاپ خود دارند.
هیپ هاپ طنز گونه ای از هیپ هاپ کمدی است که به طعنه زنی، پارودی یا زبان به صورت گونه انجام می‌شود.
اشکال دیگر رپ کمدی، مانند رپ میم و رپ کنایه آمیز، که هر دو به دلیل رویکرد کمدی تهاجمی و تاریک شناخته می‌شوند، در طول سال‌های ۲۰۰۰ و ۲۰۱۰ به موفقیت‌های اصلی دست یافتند. بسیاری از نمونه‌های کمدی هیپ هاپ تمسخرآمیز است.

## مشخصات
هیپ هاپ کمدی یا طنز ممکن است تقلیدی از کل ژانر هیپ هاپ یا شکلی از موسیقی انتقادی باشد که از هیپ هاپ به عنوان وسیله ای برای پیام‌های اعتراضی استفاده می‌کند. تأثیر و دامنه موسیقی متفاوت است، از گنگستا رپ، رپ اعتراضی، ترپ موزیک گرفته تا هیپ هاپ جایگزین که رپ زیر سبک ژانر هجوم‌آمیز با طنز بیشتر با هدف وایرال شدن ایجاد شد. در متن رپ گپ و گفت، یک آهنگ هیپ هاپ طنز ممکن است شامل تولید لو-فی، استفاده از شخصیت‌ها / نام‌های مستعار (به عنوان مثال جورج «جوجی» میلر)، ویدئوهای موسیقی ساده، قافیه‌های تنبل و شعرها / موضوعات کلیشه ای عمدی باشد.

## ریشه‌ها
طنز و هیپ هاپ از دوره جنبش هنرهای سیاه به هم آمیخته‌اند. طنز هیپ هاپ در حالی که «کاوش در پیچیدگی‌های هویت آمریکایی سیاهپوست» از پل‌های عامه پسندانه ای شکل می‌گیرد مانند فرهنگ رپ و فرم‌های داستانی تجربی. همچنین فرهنگ هیپ هاپ در رسانه‌های دیگر مورد انتقاد قرار گرفته‌است، به ویژه در اوایل دهه ۱۹۹۰ و ۲۰۰۰ فیلم هجو و نشریات تلویزیونی ترس از کلاه سیاه (۱۹۹۳) - مستندی با تمرکز بر وضعیت هیپ هاپ، قسمت قبل از مضامین تیره‌تر که مشخصه رپ گانگستا در دهه ۱۹۹۰ است، هیپ هاپ کمدی، با سبک سبک‌تر و طنزآمیزتر، در دهه ۱۹۸۰ برجسته شد، که توسط اعمال محبوب مانند Beastie Boys انجام می‌شد.
در دوران دیجیتالی پس از سال ۲۰۰۰، رپ هجوآمیز، به ویژه رپ طنز آمریکا سیاه، وضعیت حاشیه ای خود را حفظ می‌کند زیرا اظهارنظر دربارهٔ نمایش‌های فرهنگی، احتمال بروز شکست تجاری هنرمند را به وجود می آورد.